# Cry Me a River (песня Джастина Тимберлейка)
«Cry Me a River» (с англ. — «Наплачь мне реку») — песня американского певца Джастина Тимберлейка из его дебютного альбома 2002 года Justified. Она была написана Тимберлейком, Скоттом Сторчем и продюсером Тимбалэндом. В основу легли настоящие события о закончившихся отношениях с поп-певицей Бритни Спирс. Jive Records отправил сингл на радиостанции в США 24 ноября 2002 в качестве второго сингла с альбома. В ней были использованы кларнет, битбокс, гитары, синтезатор, риффы в арабском стиле и григорианское пение. «Cry Me a River» — это поп-баллада о мужчине с разбитым сердцем, который «не хочет вспоминать прошлое».
Сингл получил в общем положительные отзывы от критиков, которые сказали, что это потрясающий трек с альбома Justified и похвалили работу Тимберлейка. Он получил награду Grammy Award в категории Лучшее мужское вокальное поп-исполнение на 46th Grammy Awards в 2004 году. Песня достигла максимальной высоты на третьей строчке в американском Hot 100 и чарте Pop Songs и попала в топ-10 в других странах. Она была сертифицирована золотой по версии Australian Recording Industry Association (ARIA) и серебряной по версии Syndicat National de l'Édition Phonographique (SNEP).
Клипмейкер Френсис Лоуренс снял видео на «Cry Me a River» в Малибу, Калифорния. В клипе герой Тимберлейка шпионит за бывшей девушкой — которая как бы изображена как Спирс — и замышляет месть при участии Тимбалэнда и новой любовницы. Спирс утверждала, что клип был пиаром, но Тимберлейк отрицал её причастность к созданию песни. Клип выиграл премию Лучшее Мужское Видео и Лучшее Поп Видео на 2003 MTV Video Music Awards. Тимберлейк исполнил «Cry Me a River» на его главных концертных турах: Justified World Tour (2003-04), Justified & Stripped Tour (2003) и FutureSex/LoveShow (2007). Существуют различные кавер-версии многих артистов, включая Леону Льюис, Тейлор Свифт, Джастина Бибера и Селену Гомес. Спирс записала ответную песню «Everytime» для её студийного альбома 2003 года In the Zone.

## История создания
Тимберлейк и Скотт Сторч написали песню «Cry Me a River» с Тимбалэндом, который стал её продюсером. По словам Сторча, они легко сработались с Тимберлейком в студии благодаря тому, что настроение песни сочеталось с глубинным смыслом. В рецензиях высказывалось мнение, что толчком к написанию песни стал разрыв отношений между Тимберлейком и певицей Бритни Спирс, который произошёл в 2002 году. В интервью с MTV News Тимберлейк сказал: «Я не буду уточнять, связана ли какая-то из моих песен с кем-то конкретно. Скажу только, что пара песен, записанных на этом диске, помогла мне
разобраться с парой проблем. Для меня песни — это просто песни. Они могут вырастать из того, что произошло лично с тобой, а могут из идей о том, что бы с тобой только могло случиться». В декабре 2011 Тимберлейк подтвердил, что написал «Cry Me a River» после ссоры с Бритни Спирс: «У меня был телефонный разговор, и это был не самый приятный разговор. Я вошёл в студию, и он [Тимбалэнд] сразу увидел, что я расстроен». Тимбалэнд потом вспоминал: «Я ему: „Мужик, не переживай“, а он мне: „Не могу поверить, что она так со мной поступила“, и продолжает: „Ты была моим солнцем, ты была моей землей“».
«Cry Me a River» была записана на Westlake Recording Studios в Лос-Анджелесе Сенатором Джимми Д и Карлосом (Стормом) Мартинесом в качестве ассистента звукорежиссёра. Джимми Дуглас и Тимбалэнд микшировали песню на центральной студии Манхэттена. Тимберлейк аранжировал и записал бэк-вокал вместе с Тимбалэндом, Маршой Амброзис, Туроном Триббеттом и Грейтер Анойнтингом. Сторч позже сравнивал вокал Тимберлейка в «Cry Me a River» с манерой исполнителя рок-музыки и R&B Дэрила Холла. Аранжировщиком струнных партий и дирижёром был Ларри Холл, а Сторч и Билл Петтэуэй играли соответственно на кларнете и гитаре.

## Выпуск и реакция
«Cry Me a River» был выпущен вторым синглом с альбома Justified. Jive Records отправил песню на все хитовые радиостанции в США 24 ноября 2002 года.
23 декабря были выпущены три ремикса в Канаде и Франции. 5 января 2003 песня была отправлена на городские радиостанции в США. 23 января она вышла на CD в Германии: на сингле записана альбомная версия песни и ремиксы. CD-диск с ремиксами Джонни Фиаско и двумя дополнительными ремиксами на «Like I Love You» был выпущен 3 февраля в Англии и три дня спустя в Канаде. В США «Cry Me a River» был выпущен на CD 18 февраля. На диск вошли альбомная версия песни, акустическая версия и четыре ремикса.
После выхода песни Тимберлейка в СМИ циркулировали слухи, что Спирс написала песню в ответ на неё, однако певица опровергала эти слухи: «Это забавно. Я прочла, что написала эту песню, что я написала слова, но это не в моем стиле. Я бы такого никогда не сделала». Аннет Артани, соавтор песни Спирс «Everytime», вышедшей в 2003 году, утверждала, что песня написана в качестве ответа на «Cry Me a River». Когда Дайан Сойер спросила Спирс в передаче PrimeTime, действительно ли «Everytime» посвящена Тимберлейке, она ответила: «Пусть песня говорит сама за себя».

## Композиция
«Cry Me a River» — поп-баллада, в которой были использованы кларнет, гитары, битбокс, синтезаторы, риффы в арабском стиле и григорианское пение. Согласно Алексу Нидхаму из NME, общее звучание представляет собой «нечто безмерно грациозное и загадочное». Дэвид Браун из Entertainment Weekly назвал песню «полным боли и страдания прощальным посланием». Джейн Стивенсон из Jam! описал сингл, как синтез госпела и оперы.
«Cry Me a River» написана в тональности си мажор, в четырёхдольном размере, с темпом в 72 удара в минуту. Вокал Тимберлейка варьируется от C♯4 до B5. Тайлер Мартин из Stylus Magazine назвал звучание песни «на удивление экспериментальным», а аранжировку — «волнительно новой». По словам Мартина, волновой синтезатор, звучащий параллельно живым струнным, создаёт странный диссонанс. Припев песни переходит в хоровой речитатив. «Cry Me a River» заканчивается «гротескным», по выражению Мартина, вокальным семплом Тимбалэнда.
В плане лирики песня — о мужчине с разбитым сердцем, который отказывается «вспоминать прошлое». Обозреватель Rolling Stone назвал песню «арией о расставании». По мнению Каролин Салливан из газеты The Guardian, «Cry Me a River» «выделяется из-за протяжного ощущения драмы, которое наилучшим образом подчеркивается хрипотцой Тимберлейка». Песня начинается с фразы «Ты была моим солнцем, ты была моей землей», которую, по словам Тимбалэнда, придумал написать Тимберлейк. Таня Л. Эдвардс из MTV News не была уверена, что песня о Бритни Спирс, но сделала заключение, что «кто-то явно неправильно поступил» с Тимберлейком, что явно видно по словам песни: «Можешь даже не говорить, что ты сделала / Я уже знаю, он мне все рассказал / Теперь у тебя нет больше шанса». В припеве присутствуют такие строчки: «Ты ведь говорила, что любишь меня, тогда почему же ты бросила меня одного / А теперь звонишь и говоришь, что я тебе нужен». Сэл Синквемани из Slant Magazine назвал сингл Тимберлейка 2007 года «What Goes Around... Comes Around» «очевидным» сиквелом «Cry Me a River», так как оба похожи словами и музыкально.

## Критика и одобрение
«Cry Me a River» получила в основном положительные отзывы от критиков. Джейн Стивенсон из Jam! и Сэл Синквемани из Slant Magazine посчитали её самым выдающимся треком с альбома Justified. Б. Малкани из «The Situation» похвалил мастерски написанные слова песни «Cry Me a River». Стивен Томас Эрлевайн из Allmusic отметил песню как самую выдающуюся с альбома Justified. Питер Робинсон из NME назвал её «изъезженной эпопеей» и «кислой смазливой песенкой, кишащей злостью и расплатой в придачу с битбоксом Тимбалэнда»." Критики из журнала Billboard назвали «Cry Me a River» «горько-сладкой, меланхоличной» песней, в которой привычно высокий тенор Тимберлейка сочетается с очевидно чувственным фальцетом и убедительно агрессивным рокерским баритонным хрипом".
Дэнис Бойд из BBC Music предположила, что слова песни играют большую роль в творчестве Тимбалэнда, в отличие от других песен с альбома Justified. Бен Ралтифф из Rolling Stone также отметил, что «Cry Me a River» является незаурядным произведением. Дэвид Брауни из Entertainment Weekly сделал заключение, что песня является «настоящим зрелищем», ради которого должен был уйти Тимберлейк из 'N Sync, не жалея о том, что они ему нужны. Джон Митчелл из MTV News назвал «Cry Me a River» и «What Goes Around… Comes Around» «прощальными песнями», через которые Тимберлейк мстит Спирс по нынешний день.
Rolling Stone поставил «Cry Me a River» на 12 строчку в списке «the 100 Best Songs of the 2000s» (рус. 100 Лучших Песен 2000-х); обозреватель журнала написал, что по-настоящему песня была написана из-за образования команды Тимберлейк-Тимбалэнд, «союз, созданный на небесах». В 2012 году журнал поставил её на 484 место в списке 500 Величайших Песен за Всю Историю. VH1 поставил «Cry Me a River» на 29 строчку в их списке «100 Greatest Songs of the 2000s». В 2004 году Тимберлейк получил Грэмми за Лучшее мужское вокальное поп-исполнение на 46th Grammy Awards. Она была номинирована на Песню Года на 2003 MTV Europe Music Awards, но уступила песне Бейонсе Ноулз «Crazy in Love».

## Участие в чартах
«Cry Me a River» достигла топ-10 в более чем 10 странах. Песня дебютировала на 44-й позиции в американском Billboard Hot 100 21 декабря 2002 года, она получила награду «Самый Лучший Дебют» по мнению 29,6 миллиона слушателей. 1 февраля 2003 она достигла наивысшей точки на 3 месте, став первым сольным синглом Тимберлейка, который достиг эту позицию. Песня дебютировала в американском чарте Pop Songs 37 строчкой 14 декабря 2002 и достигла наивысшей позиции на 3 месте 1 февраля 2003. 28 декабря 2002 «Cry Me a River» дебютировала 75 строчкой в американском чарте Hot R&B/Hip-Hop Songs. Она достигла пика на 11 месте 8 марта 2003. Она также достигла пика на 2 строчке в американском Hot Dance Club Songs, это стал второй сингл Тимберлейка, достигший топ-3, после его дебютной песни «Like a Love You», которая достигла 1 строчки. В августе 2003 ремиксы на сингл были распроданы более 61,000 копиями в США.
В Австралии «Cry Me a River» дебютировала на 2-й позиции в Australian Singles Chart 9 марта 2003 года. Песня держалась на этой позиции 1 неделю и спустилась до 6 строчки на следующей. Она стала первым сольным синглом топ-3 в чарте. Песня оставалась в чарте 12 недель подряд. «Cry Me a River» была сертифицирована золотой по версии Australian Recording Industry Association (ARIA) с продажами более 35,000 копий. Сингл дебютировал 44 строчкой в Новой Зеландии 9 марта 2003. После двухнедельного нахождения в чарте, она достигла пика на 11 строчке и оставалась там ещё 1 неделю. Она оставалась в чарте 11 недель.
В Великобритании «Cry Me a River» дебютировала на второй строчке 15 февраля 2003 года. На следующей неделе она опустилась до 3 строчки, и снова вернулась на прежнее место 1 марта 2003 года. Более 265,000 копий было продано в стране в 2012 году, в чарте она оставалась 13 недель. Она также достигла топ-15 в нескольких странах, включая Францию, Германию и Италию. Она дебютировала 14 строчкой в French Singles Chart 5 апреля 2003 года. После трёх недель «Cry Me a River» достигла максимальной позиции на 6 строчке и оставалась в чарте 21 неделю. У неё не было такого успеха в Italian Singles Chart, там она достигла максимума на 14 строчке и оставалась в чарте 4 недели. «Cry Me a River» также достигла пика на 5 позиции в Бельгии (Валлонии), 6 позиции в Ирландии и Нидерландах, 7 в Бельгии (Фландрия), 10 в Германии, Норвегии и Швеции.

## Клип

### Краткое описание
Клип для «Cry Me a River» снимал Фрэнсис Лоуренс в Малибу в течение недели 29 октября 2002. Лоуренс придумал сценарий клипа и рассказал MTV News о его создании: «[Я и Джастин] поговорили по телефону, он сказал, что хочет, чтобы он танцевал в клипе, но чтобы это было по-моему. Он также рассказал мне о чём песня, но [в общих словах]. Он просто сказал, что это прощальная песня, и таким образом мне пришла в голову идея, и мы начали записывать». Лоуренс добавил, что он также включил некоторые детали в клип, включая намёк на татуировку Спирс, которая нравилась Тимберлейку. Он объяснил, что они не упоминали имена во время создания видео и обсуждали «только основные движения». Лоуренс также признался, что администраторы Jive Records были обеспокоены некоторыми аспектами клипа, такими где шпионит Тимберлейк, и некоторыми сценами, где он находится с девушкой. «Больше всего мне понравилось в этом проекте, что он уже пришёл с определённым имиджем из 'N Sync, он ведь такой классный парень, и такой красивый, поэтому я его сделал немного устрашающим. Он шпионил возле дома под дождем, бросал камень в её окно, подглядывал, мстил и делал такие вещи, которые хорошие мальчики не делают». Клип для «Cry Me a River» был выпущен на iTunes Store 28 апреля 2003.
Видео начинается с того, что блондинка, которую играет актриса и модель Лорен Хастингс (как бы изображает Бритни Спирс), выходит из дома с каким-то парнем. Пара садится в машину девушки, в то время как Тимберлейк прячется в серебряном Порше, в котором он с другом следил за ней. Тимберлейк разбивает окно камнем и проходит в дом. Вопреки гравитации, он подпрыгивает и скользит, ничего не трогая, и отбрасывает ногой только рамку с фотографией девушки в гостиной. Потом он рыщет по нескольким ящикам и находит видеокамеру. В это время водитель машины, Тимбалэнд, сигналит его соучастнице, стоящей за машиной (играет модель Киана Беса), чтобы она вошла. Она заходит в дом и идет с Тимберлейком в спальню, где она раздевается и начинает целоваться под прицелом камеры. Они остаются в спальне ещё на какое-то время; потом девушка уходит из дома, а Тимберлейк остается. Когда возвращается блондинка, он преследует её по всему дому и прячется в шкафу, пока она купается в душе. Блондинка чувствует чьё-то присутствие и оглядывается вокруг, но к тому времени Тимберлейк исчезает. Она выходит из душа и идет в спальню, где она замечает, что по телевизору идет видео с его новой возлюбленной.

### Отзывы
Питер Робинсон из NME написал, что в клипе «Джастин выглядит так, будто у него был секс. Секрет: он выглядит отлично». Согласно Вирджинии Хефферман из The New York Times, Тимберлейк скопировал роль Нео из фильма Матрица, «опасно расхаживая по влажным и металлическим поверхностям». На 2003 MTV Video Music Awards клип «Cry Me a River» выиграл в категории Лучшее Мужское Видео и Лучшее Поп Видео. Он был также номинирован на Видео Года, Лучшая Режиссура Видео и Выбор Зрителей.
После выхода клипа Us Weekly опубликовал заглавную статью «Бритни Против Джастина: Война началась». Тимберлейк отрицал, что отношения с Бритни Спирс легли в основу сценария песни, сказав: «Клип не о ней. Он обо мне». Однако, Спирс рассказала Rolling Stone в октябре 2003 года о том, что ей позвонил Тимберлейк, и сказал, что он хочет возобновить отношения, и что он снял клип про них. Она заявила, что он её утверждал: «Не беспокойся об этом. Это мелочи». Спирс не знала о чём клип, поэтому позволила ему сделать это, но пришла в ярость, увидев его. Она перезвонила ему и спросила, почему он снял клип о ней, он ответил: «Ну, это спорный клип». Она заявила, что это был великолепный PR-ход, комментируя: «В итоге он получил, что хотел. Я думаю, это такая отчаянная попытка с его стороны». После выхода клипа Спирс «Toxic» (2003), Дженнифер Вайнярд из MTV News сказала, что её видео «[по сравнению с] „Cry Me a River“ выглядит как детская игрушка».

## Живые выступления и кавер-версии
Тимберлейк впервые исполнил «Cry Me a River» на 13-й ежегодной премии Billboard Music Awards, которая проходила 9 декабря 2002 года в MGM Grand Garden Arena в Лас-Вегасе. Ему аккомпанировал струнный оркестр и хор из 20 человек. Он также исполнил песню во время Justified World Tour (2003-04), его первого мирового тура. Песня шла 8 в сет-листе тура Justified/Stripped Tour (2003), совместного с Кристиной Агилерой. Он исполнил «Cry Me a River» на промоконцерте, проводимом в House of Blues в Уэст-Голливуде 17 июня 2003. Она была 14 в сет-листе концерта его второго мирового тура FutureSex/LoveShow (2007). 23 октября 2010 во время выступления на ежегодном благотворительном концерте «Джастин Тимберлейк и Друзья» в Лас-Вегасе, Тимберлейк начал шоу с медленного и «страстного» исполнения «Cry Me a River» и плавно перешёл к кавер-версии сингла 1971 года Билла Уизерса «Ain't No Sunshine». Позже он продолжил «Cry Me a River» прежде чем перешёл к кавер-версии песни 2010 года Дрейка «Over». Джилиан Мейпс из Billboard описала выступление как «совершенно прекрасное, исполненное в непринужденной манере». Тимберлейк исполнил «Cry Me a River» на концерте, который он проводил во время Суперкубка 2013 на выходных в Нью-Орлеане. Британская рок-группа Lostprophets исполнила вживую кавер-версию «Cry Me a River» в 2004 году на радиостанции BBC Radio One. Её можно найти на сингле Last Train Home.
Американская автор-исполнительница песен Тейлор Свифт исполнила кавер-версию «Cry Me a River» в Мемфисе, во время Speak Now World Tour (2011-12). Джастин Бибер записал кавер-версию песни с Канье Уэстом в сингле 2007 года «Stronger», которую он выложил на YouTube. Канадская рок-группа The Cliks также записала кавер-версию песни для альбома 2007 года Snakehouse. Британская певица Леона Льюис исполнила кавер-версию «Cry Me a River» во время её дебютного концертного тура The Labyrinth (2010). Sheffield Star сказал, что она спела «красиво, сидя спокойно, почти а капелла». Американский инди-поп дуэт Jack and White перепели песню на их мини-альбоме 2012 года Undercover. Певица Келли Кларксон исполнила песню 1 сентября 2012 по просьбам фанатов во время 2012 Summer Tour с The Fray. Альтернативная рок-группа Coldplay признались, что песня легла в основу барабанного звучания в их песне «Lost!». В январе 2013 американская певица Селена Гомес исполнила акустическую версию «Cry Me a River» на благотворительном концерте UNICEF в Нью-Йорке.

## Список композиций
| - 12-inch single 1. «Cry Me a River» (Dirty Vegas Vocal Mix) — 8:11 2. «Cry Me a River» (Bill Hamel Vocal Remix) — 7:43 3. «Cry Me a River» (Johny Fiasco mix) — 7:55 - Germany maxi single 1. «Cry Me a River» — 4:48 2. «Cry Me a River» (Dirty Vegas Vocal Mix) — 8:11 3. «Cry Me a River» (Bill Hamel Vocal Remix) — 7:43 4. «Like I Love You» (Basement Jaxx Vocal Mix) — 6:04 - UK maxi single 1. «Cry Me a River» — 4:48 2. «Cry Me a River» (Dirty Vegas Vocal Mix) — 8:11 3. «Cry Me a River» (Bill Hamel Vocal Remix) — 7:43 | - Canada maxi single 1. «Cry Me a River» (Johny Fiasco mix) — 7:55 2. «Like I Love You» (Basement Jaxx Vocal Mix) — 6:04 3. «Like I Love You» (Deep Dish Zigzag Remix) — 9:40 - US maxi single 1. «Cry Me a River» — 4:48 2. «Cry Me a River» (Instrumental version) — 4:48 3. «Cry Me a River» (Dirty Vegas Vocal Mix) — 8:11 4. «Cry Me A River» (Junior’s Vasquez Earth Club Mix) — 6:43 5. «Like I Love You» (Basement Jaxx Vocal Mix) — 6:04 6. «Like I Love You» (Deep Dish Zigzag Remix) — 9:40 |

## Чарты
| Чарт (2002)                          | Наивысшая позиция |
| ------------------------------------ | ----------------- |
| US Billboard Hot 100                 | 29                |
| US Hot R&B/Hip-Hop Songs (Billboard) | 75                |
| US Pop Songs (Billboard)             | 13                |

| Чарт (2003)                          | Наивысшая позиция |
| ------------------------------------ | ----------------- |
| Австралия (ARIA)                     | 2                 |
| Австрия (Ö3 Austria Top 40)          | 29                |
| Бельгия/Фландрия (Ultratop 50)       | 7                 |
| Бельгия/Валлония (Ultratop 50)       | 5                 |
| Дания (Tracklisten)                  | 11                |
| Финляндия (Suomen virallinen lista)  | 19                |
| Франция (SNEP)                       | 6                 |
| Германия (Media Control AG)          | 10                |
| Ирландия (IRMA)                      | 6                 |
| Италия (FIMI)                        | 14                |
| Нидерланды (Single Top 100)          | 6                 |
| Новая Зеландия (Recorded Music NZ)   | 11                |
| Норвегия (VG-lista)                  | 10                |
| Швеция (Sverigetopplistan)           | 10                |
| Швейцария (Schweizer Hitparade)      | 20                |
| UK Singles (Official Charts Company) | 2                 |
| US Billboard Hot 100                 | 3                 |
| US Hot Dance Club Songs (Billboard)  | 2                 |
| US Hot R&B/Hip-Hop Songs (Billboard) | 11                |
| US Pop Songs (Billboard)             | 3                 |

| Чарт (2008)                          | Наивысшая позиция |
| ------------------------------------ | ----------------- |
| UK Singles (Official Charts Company) | 91                |

| Чарт (2003)                      | Позиция |
| -------------------------------- | ------- |
| Бельгия (Фландрия)               | 60      |
| Бельгия (Валлони)                | 33      |
| Нидерланды (Mega Single Top 100) | 61      |
| Франция (SNEP)                   | 50      |
| Швеция (Sverigetopplistan)       | 72      |

## Сертификации
| Регион | Сертификация  | Продажи   |
| --- | ------------- | --------- |
| Австралия (ARIA) | 2× Платиновый | 140 000   |
| Дания (IFPI Danmark) | Платиновый    | 90 000    |
| Франция (SNEP) | Золотой       | 250 000*  |
| Германия (BVMI) | Золотой       | 250 000   |
| Италия (FIMI) | Золотой       | 25 000    |
| Великобритания (BPI) | Платиновый    | 600 000   |
| United States (RIAA) | —             | 1,200,000 |
| * Данные о продажах приведены только на основе сертификации. · Данные о продажах + прослушиваниях приведены только на основе сертификации. |               |           |

## Радиоэфиры и история выпуска
| Страна         | Дата выпуска    | Формат                                                 | Лейбл        |
| -------------- | --------------- | ------------------------------------------------------ | ------------ |
| США            | 24 ноября 2002  | Contemporary hit radio and rhythmic contemporary radio | Jive Records |
| Германия       | 23 декабря 2002 | 12" vinyl                                              | Jive Records |
| США            | 23 декабря 2002 | 12" vinyl                                              | Jive Records |
| США            | 5 ноября 2003   | радио                                                  | Jive Records |
| Германия       | 27 января 2003  | макси-сингл                                            | RCA Records  |
| Великобритания | 3 февраля 2003  | макси-сингл, 12" vinyl                                 | RCA Records  |
| США            | 18 февраля 2003 | макси-сингл                                            | Jive Records |
| Франция        | 31 марта 2003   | CD, макси-сингл                                        | Jive Records |

## Создатели
Записывание и микширование
- Записана на Westlake Recording Studios, Лос-Анджелес, Калифорния; микширована на Manhattan Center Studios, Нью-Йорк, Нью-Йорк; струнные записаны на The Studio, Филадельфия, Пенсильвания.

Записывающая группа
| - Автор песен — Джастин Тимберлейк, Тимоти Мозли, Скотт Сторч - Продюсер — Тимбалэнд - Запись — Сенатор Джимми Д - Ассистент звукорежиссёра — Карлос «Буря» Мартинес - Микширование — Джимми Дугласс, Тимбалэнд - Ассистент по микшированию — «Steamy» | - Струнная аранжировка и дирижёрство — Лари Голд - Бэк-вокал — Джастин Тимберлейк, Тимбалэнд, Марша Амбросиус, Тайрон Триббетт, Гритер Анойтин - Кларнет — Скотт Сторч - Гитара — Билл Петтэйуэй - Вокальная аранжировка — Джастин Тимберлейк |

Создатели взяты с аннотаций к альбому Justified, Jive Records.